# Joone (entreprise)
Joone est une entreprise française spécialisée dans la vente en ligne de produits d’hygiène et de cosmétiques créée en 2017. C'est également la marque commerciale sous laquelle l'entreprise vend ses produits.

## Historique
Carole Juge-Llewellyn crée Joone en 2017.
En 2020, la marque est présente dans 28 pays, principalement européens et affiche un chiffre d'affaires de près de 20 millions d'euros (contre 1 million en 2018),.
En septembre de la même année, la direction de la start-up qui revendique alors 3% du marché français réalise une levée de fonds de 10 millions d'euros,. L'entreprise emploie alors plus de 50 salariés, vend plus de 3 millions de couches par mois et livre dans plus de 35 pays,
Joone intègre le French Tech Next 120 en 2021.
Le 10 février 2022, Noo Corp est condamnée pour actes de dénigrement fautif à l'égard de concurrents et d'allégations commerciales trompeuses à l'égard des consommateurs, en prétendant commercialiser des couches « garanties 0 % produits nocifs »,.
En 2024, Joone signe un partenariat avec Carrefour qui lui permet d'être distribué dans les magasins du groupe. 

## Produits
La marque vend des couches par abonnement et une ligne de soins. Ses cosmétiques sont fabriqués en France.
En 2017, elle devient la première entreprise à publier l'analyse toxicologique de ses couches,,.
En 2018, 60 Millions de consommateurs relève des substances « potentiellement toxiques en très faible quantité » dans certaines couches infantiles précisant : « le risque sanitaire semble donc minime a priori ». Joone est la marque la mieux notée,,.
En 2020, une enquête de la DGCCRF relative aux substances présentes dans les couches classe la marque parmi celles les plus saines du marché,. La même année, elle rend disponible via son espace client, la traçabilité de ses produits en utilisant la blockchain.
En avril 2023, Joone lance la couche anti-inflation à 29 centimes l'unités.

## Positionnement
Avec un coût plus élevé que chez les concurrents tels Pampers ou Lotus, l'image de la marque repose principalement sur la transparence et l'écologie. Elle propose également un modèle d'abonnement sans frais et sans engagement.